# Ivica Buljan
Ivica Buljan (Sinj, 29. ožujka 1965.), hrvatski je kazališni redatelj.

## Životopis
Studirao je političke znanosti, francuski jezik i komparativnu književnost na Sveučilištu u Zagrebu. Za vrijeme studija surađivao je kao novinar u Poletu, Studentskom listu i Startu. Nekoliko godina radi kao stalni kazališni kritičar u Slobodnoj Dalmaciji. Član je uredništva u kazališnoj reviji Novi Prolog, suosnivač teorijskog kazališnog časopisa Frakcija, te suradnik međunarodnih kazališnih revija Primer acto (Madrid), Ubu (Pariz, London), Maska (Ljubljana).
Kao dramaturg radio je u Hrvatskoj, Francuskoj i Sloveniji te surađivao na više od dvadeset međunarodnih projekata s redateljima kao što su Vito Taufer, Matjaž Pograjc, Christian Colin, Pierre Diependaele, Jean-Michel Bruyere, Krizstof Warlikowski, Eduard Miler, Ivan Popovski i Robert Waltl.
Kao pedagog radio je na projetima Ekperimentalne kazališne akademije u Parizu, Bruxellesu i Moskvi. Gost je predavač na školi La Mamma Ellen Stewart u New Yorku. Profesor je na Nacionalnoj kazališnoj akademiji Saint Etienne u Francuskoj.
Predstave su mu gostovale na međunarodnim festivalima u više od 30 različitih zemalja.
Dobitnik je Vjesnikove nagrade Dubravko Dujišin za 1996. i Petar Brečić za 1999. godinu. Njegove predstave osvojile su prestižnu nagradu kubanskih kritičara za najbolju predstavu prikazanu na Kubi u 2005. godini, Art Tempus u Slovačkoj 2006., dvije Borštnikove nagrade za najbolje predstave u Sloveniji 2004. i 2006....
Ravnatelj je Drame HNK u Splitu od 1998. do 2002. godine. Prvi put učlanio je jedno hrvatsko kazalište (HNK u Splitu) u Europsku kazališnu konvenciju 1999. godine. Suosnivač je i umjetnički savjetnik Mini teatra u Ljubljani. Osnivač i ravnatelj kazališta Novo kazališta u Zagrebu. Član je međunarodnih udruženja ETC u Bruxellesu, Instituta za Mediteransko kazalište u Madridu, ITI-UNESCO u Parizu. S Dubravkom Vrgoč utemeljitelj je i umjetnički direktor Festivala svjetskog kazališta u Zagrebu od 2003.

## Vanjske poveznice
- Službena stranica